# Arne Hamarsland
Arne Hamarsland (ur. 24 lipca 1933 w mieście Fana, Hordaland, zm. 10 kwietnia 2025) – były norweski lekkoatleta, specjalizujący się w biegach na średnich dystansach (głównie biegu na 1500 metrów). Reprezentował barwy klubu IL Gular. Podczas kariery mierzył 177 cm, ważył 68 kg.

## Osiągnięcia
- Mistrz Norwegii w biegu na 800 metrów (2 razy): 1960, 1961[2]
- Mistrz Norwegii w biegu na 1500 m (6 razy): 1955, 1956, 1959, 1960, 1961, 1963[3]

Uczestniczył w igrzyskach olimpijskich w 1960 roku - zajął tam dziewiąte miejsce w finale biegu na 1500 m z czasem 3:45,0. Rywalizował również na mistrzostwach Europy w 1958 roku, gdzie nie dotarł do rundy finałowej.
Hamarsland trzykrotnie ustanowił rekordy Norwegii w biegu na 1500 metrów (3:44,1 – 3:41,9 – 3:39,8). Jego najlepszymi wynikami w karierze były 1:49,1 w biegu na 800 m (1958) oraz 3:39,8 w biegu na 1500 m (1958), który to jest dwunastym wynikiem w historii Norwegii w tej konkurencji.